# فیل‌بتر گیمز
فِیل‌بِتِر گِیمز (به انگلیسی: Failbetter Games) یک توسعه‌دهنده بازی‌های ویدیویی بریتانیایی و استودیوی داستانی تعاملی مستقر در لندن است.

## تاریخچه
فیل‌بتر که در سال ۲۰۰۹ توسط الکسیس کندی و پل آرنت تأسیس شد، عمدتاً به خاطر فرنچایز گوتیک ویکتوریایی فالن لندن (شامل بازی‌های مرورگر فالن لندن و درخت نقره‌ای و بازی‌های ویدیویی سانلس سی، سانلس اسکایز و ماسک گل رز) شناخته می‌شود. که پیروانی را به خود جلب کرده است. بایوور به فیل‌بتر سفارش ساخت یک بازی مرورگر را به عنوان مقدمه ای برای بازی عصر اژدها: تفتیش عقاید داد. و همچنین ناشر بریتانیایی، هارویل سِکِر، به آن‌ها سفارش ساخت یک بازی پازل برای همراهی با بازی سیرک شب را داد این استودیو همواره به دلیل کیفیت نوشتن، ساختن جهان و داستان سرایی خود مورد تحسین قرار گرفته است.
در سال ۲۰۱۶، الکسیس کندی فیل‌بتر را ترک کرد و دلیل آن تمایل به کار با استودیوهای مختلف و کار بر روی پروژه‌های کوچکتر و تجربی‌تر برای خودش بود.
در فوریه ۲۰۱۷، فیل‌بتر یک کیک‌استارتر موفق را برای دنباله ای از سانلس سی به اسم سانلس اسکایز اجرا کرد و تقریباً نیم میلیون دلار جمع‌آوری کرد. با این حال، دسامبر همان سال، فیل‌بتر به‌طور غیرمنتظره ای چهار کارمند خود را به دلیل عملکرد ضعیف پورت آی‌پد سانلس سی و فروش ضعیف سانلس اسکایز در دسترسی اولیه، اخراج کرد. فیل‌بتر متعاقباً هدف یک گزارش تحقیقاتی گسترده اما بی‌نتیجه توسط یوروگیمر قرار گرفت که از کندی و سایر کارکنان ناشناس در ادعای مدیریت ضعیف و فرهنگ «سمی» که از زمان خروج کندی شکل گرفته است، استناد می‌کرد.
فیل‌بتر در حال حاضر در حال توسعه یک رمان بصری رمانتیک جدید است که در دنیای فالن لندن به نام ماسک گل رز می‌گذرد، که پیش‌درآمدی برای سایر بازی‌های این فرنچایز است.

## بازی‌های توسعه یافته
| سال  | عنوان                            | بستر، زمینه)                                                                 |
| ---- | -------------------------------- | ---------------------------------------------------------------------------- |
| ۲۰۰۹ | لندن سقوط کرده                   | اندروید، مرورگر، آی‌اواس                                                      |
| ۲۰۱۲ | داستان‌های فالن لندن: درخت نقره‌ای | مرورگر                                                                       |
| ۲۰۱۴ | عصر اژدها: آخرین دادگاه          | مرورگر                                                                       |
| ۲۰۱۵ | سانلس سی                         | آی‌اواس، لینوکس، مایکروسافت ویندوز، نینتندو سوئیچ، مک‌اواس، پلی‌استیشن ۴        |
| ۲۰۱۹ | سانلس اسکایز                     | لینوکس، مک‌اواس، مایکروسافت ویندوز، ایکس باکس وان، پلی‌استیشن ۴، نینتندو سوئیچ |
| ۲۰۲۳ | ماسک گل رز                       | لینوکس، مک‌اواس، مایکروسافت ویندوز                                            |